# Alexandru Bodnar
Alexandru Bodnar, född 28 juni 1990, är en rumänsk bågskytt. Han deltog vid olympiska sommarspelen 2008.